# Cykelklokke
En cykelklokke er en lys-tonet metalklokke på en cykel, som bruges til at advare andre trafikanter, ligesom et horn på en bil. På (især på ældre modeller) får man, via en tandhjulsmekanisme, klokken til at afgive flere 'klemt' ved et enkelt tryk på klokkens betjeningsarm, medens nyere udgaver blot giver et enkelt svagt klemt ved aktivering. 
Cykelklokker fås i forskellige størrelser og forskellige ringetoner.
- Styr klokke, som monteres på eller ved styret.
- Hjul-klokke, der sidder ved hjulet, som en (gammeldags) dynamo, og aktiveres med et kabel eller blot en snor.
- Kineser klokke, der, når man har aktiveret den, drives af et svinghjul.

Alle designs er vedligeholdelsesfrie og vejrbestandige, og funktionen den samme. De aktiveres rent mekanisk, og behøver således ikke energi fra et batteri eller dynamo, dog kan hjul-klokken kun afgive lyd når cyklens hjul drejer rundt. Klokker kan også fås med forskellige slags dekorationer, f.eks. tegninger af dyr, firmalogoer eller lignende (mest anvendt til børn).
I Danmark skal en cykel være forsynet med en klart lydende klokke.